# Francesc Vilardell i Viñas
Francesc Vilardell i Viñas   (Barcelona, 1926 - 7 de gener de 2021) va ser un metge català, fill i net de metges.

## Biografia
Es llicencià en medicina a la Universitat de Barcelona el 1949, i es doctorà a les universitats de Barcelona i de Pennsilvània, EUA (1962), de la qual fou també becari investigador especialitzat en patologia digestiva del 1959 al 1962.
Va ser cap de servei de l'Hospital de la Santa Creu i Sant Pau de Barcelona del 1963 al 1996, i director de l'Escola Professional de Patologia Digestiva de la UAB del 1969 al 1996. També va ser director de planificació sanitària en el Ministeri de Sanitat d'Espanya del 1978 al 1981 i autor de nombrosos treballs sobre trastorns de la nutrició i patologies digestives.
Doctor honoris causa per la Universitat de Tolosa (1974) i la Universitat de Saragossa (1990), fou secretari general i president de la Societat Europea d'Endoscòpia Digestiva (del 1970 al 1990) i de l'Organització Mundial de Gastroenterologia. En 1989-1995 fou president del Consell d'Organitzacions Internacionals de Ciències Mèdiques (CIOMS) i formà part de l'equip de metges que va atendre Joan Pau II quan va patir l'atemptat de Mehmet Ali Agca el 1981.
El 1987 va rebre la Creu de Sant Jordi de la Generalitat de Catalunya, el 1997 fou nomenat soci emèrit de l'Acadèmia de Ciències Mèdiques de Catalunya i Balears i el 2005 va rebre el premi a l'excel·lència professional del Col·legi Oficial de Metges de Barcelona.

## Obres
- Enfermedades digestivas (1990)